# Turnia z Grotami

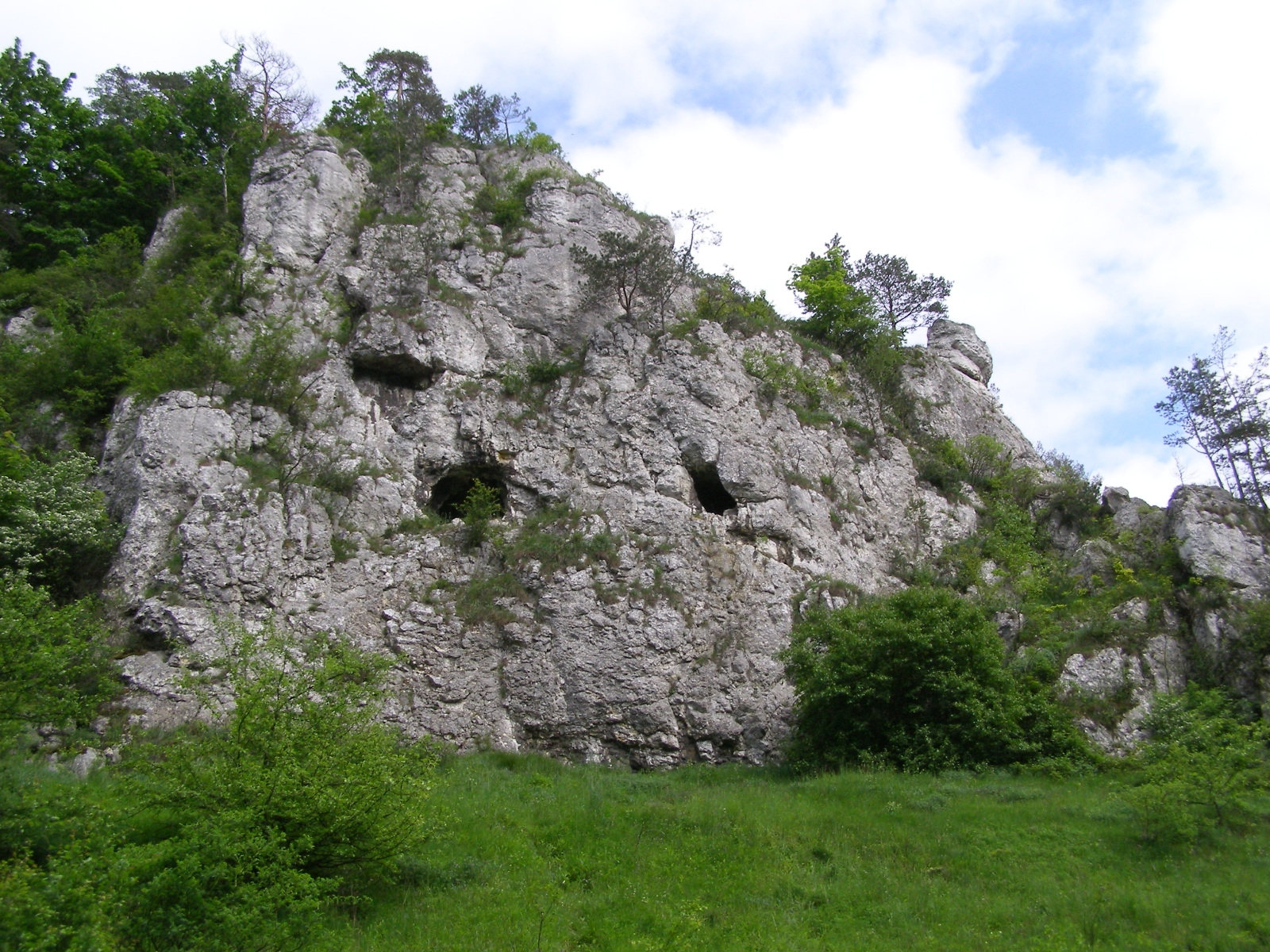

Turnia z Grotami – skała w lewych zboczach Doliny Bolechowickiej we wsi Karniowice w województwie małopolskim, w powiecie krakowskim, w gminie Zabierzów. Jest to teren Wyżyny Olkuskiej w obrębie Wyżyny Krakowsko-Częstochowskiej. Dolina Bolechowicka, wraz ze znajdującymi się w niej skałami znajduje się w obrębie Rezerwatu przyrody Wąwóz Bolechowicki, dopuszczalne jest jednak uprawianie w niej wspinaczki skalnej.
Zbudowana z wapieni Turnia z Grotami znajduje się około 50 m na północ za Filarem Abazego w Bramie Bolechowickiej. Na zachodnią stronę opada na odkryte, trawiaste dno doliny skalistym urwiskiem i ścianą o wysokości 20 m, w kierunku południowym przechodzi w Poprzeczną Grzędę. Na zachodniej ścianie są 3 drogi wspinaczkowe o trudności V+, IV+ i V w skali trudności Kurtyki, ponadto jedna droga prowadząca z Poprzecznej Turni na szczyt Turni z Grotami (VI). Żadna z nich nie ma zamontowanej asekuracji.
W turni znajduje się kilka niewielkich jaskiń: Okno Sokole Pierwsze, Okno Sokole Drugie, Okno Sokole Trzecie, Okno Sokole Czwarte i Rura nad Sokolimi Oknami